# Albrecht Meckel
August Albrecht Meckel, Edler von Hemsbach, (* 1790 in Halle (Saale); † 19. März 1829 in Bern) war ein deutscher Anatom und Gerichtsmediziner.

## Leben
Albrecht Meckel entstammte einer alten Medizinerfamilie. Sein Vater war Philipp Friedrich Theodor Meckel (1756–1803), der in Halle Anatomie und Chirurgie lehrte. Sein Großvater war Johann Friedrich Meckel (1724–1774), Professor der Anatomie und Hebammenkunst in Berlin und königlicher Leibchirurg.
Meckel von Hemsbach studierte an den Universitäten Jena und Halle Medizin. 1807 schloss er sich dem Corps Saxonia Jena und 1810 dem Corps Guestphalia Halle an.
An den Befreiungskriegen nahm er als Arzt des Lützowschen Freikorps teil. Nach einer Zeit als Prosektor bei seinem Halbbruder Johann Friedrich Meckel dem Jüngeren in Halle erhielt er eine Professur für Anatomie und Gerichtsmedizin an der Universität Bern, die er bis zu seinem Tode ausübte.
Auch sein Sohn Heinrich Meckel von Hemsbach (1821–1856) wurde Mediziner. Er war Prosektor an der Charité Berlin und ao. Professor der Pathologischen Anatomie.

## Schriften
- Einige Gegenstände der gerichtlichen Medicin. Halle 1818.
- Beiträge zur gerichtlichen Psychologie. Halle 1820.
- Lehrbuch der gerichtlichen Medicin. Halle 1821.